# Los dioses de verdad tienen huesos
Pour plus de détails, voir Fiche technique et Distribution.
Los dioses de verdad tienen huesos  (Les dieux ont vraiment des os) est un film documentaire espagnol réalisé en 2010.

## Synopsis
La vie n’est pas simple en Guinée-Bissau, l’un des pays les plus pauvres du monde. Les enfants atteints de graves maladies doivent être évacués pour sauver leur vie. Mais la bureaucratie et l’instabilité politique – un jour, le président et le chef des armées sont assassinés et tout le pays se retrouve paralysé – rendent particulièrement difficiles ces démarches. En Afrique, les choses les plus faciles sont difficiles et l’impossible devient simple.

## Fiche technique
- Réalisation : David Alfaro, Simón Belén et Santos Osorio
- Production : David Alfaro, Marta Moreno, Simón Belén et Santos Osorios
- Scénario : David Alfaro, Simón Belén et Santos Osorio
- Image : David Alfaro, Simón Belén et Santos Osorio
- Montage : David Alfaro, Simón Belén et Santos Osorio
- Son : Marta Moreno et Javier Alonso
- Musique : Eliseo Forna Imbana, Binham Quimor, FBMJ, Primitive Sound et System Sinestesia

## Participation à des festivals
- 2011, 20e Festival de cine de Madrid[1]